# Kolding (municipio)
El Municipio de Kolding (en danés: Kolding Kommune) es un municipio de la región de Dinamarca Meridional.
Limita al oeste con Vejen, al norte con Vejle, al noreste con Fredericia y al sur con Haderslev. En 2022 contaba con una población estimada  de 93 544 habitantes.
Desde 1970 existía un municipio de Kolding. En 2007, una reforma territorial fusionó ese municipio con varios más, conservando el nombre de Kolding. Los municipios que se integraron fueron:
- Kolding
- Lunderskov
- Vamdrup
- Egtved (solo la parroquia de Vest Nebel)
- Christiansfeld (excepto las parroquias de Bjerning, Fjelstrup y Hjerndrup, que se integraron a Haderslev)

Tras anunciarse la reforma municipal de 2007, las parroquias de Vester Nebel y Øster Starup, en el municipio de Egtved, decidieron celebrar un plebiscito para decidir quedarse en Kolding o en Vejle. El 19 de abril de 2005 la parroquia de Vest Nebel decidió, con 67% de los votos, integrarse en el nuevo municipio de Kolding; por su parte, Øster Starup, con el 61%, se inclinó por Vejle. El 4 de mayo del mismo año se celebraron plebiscitos en todo el municipio de Christiansfeld. De las 10 parroquias, tres decidieron unirse a Haderslev.

## Localidades
| Localidades más pobladas de Kolding |                  |                  |
| Nº                                  | Localidad        | Población (2012) |
| 1                                   | Kolding          | 57.540           |
| 2                                   | Vamdrup          | 5.064            |
| 3                                   | Lunderskov       | 3.010            |
| 4                                   | Christiansfeld   | 2.863            |
| 5                                   | Sønder Bjert     | 2.000            |
| 6                                   | Almind           | 1.687            |
| 7                                   | Vester Nebel     | 1.642            |
| 8                                   | Sønder Stenderup | 582              |
| 9                                   | Jordrup          | 553              |
| 10                                  | Viuf             | 551              |